# Clavier virtuel

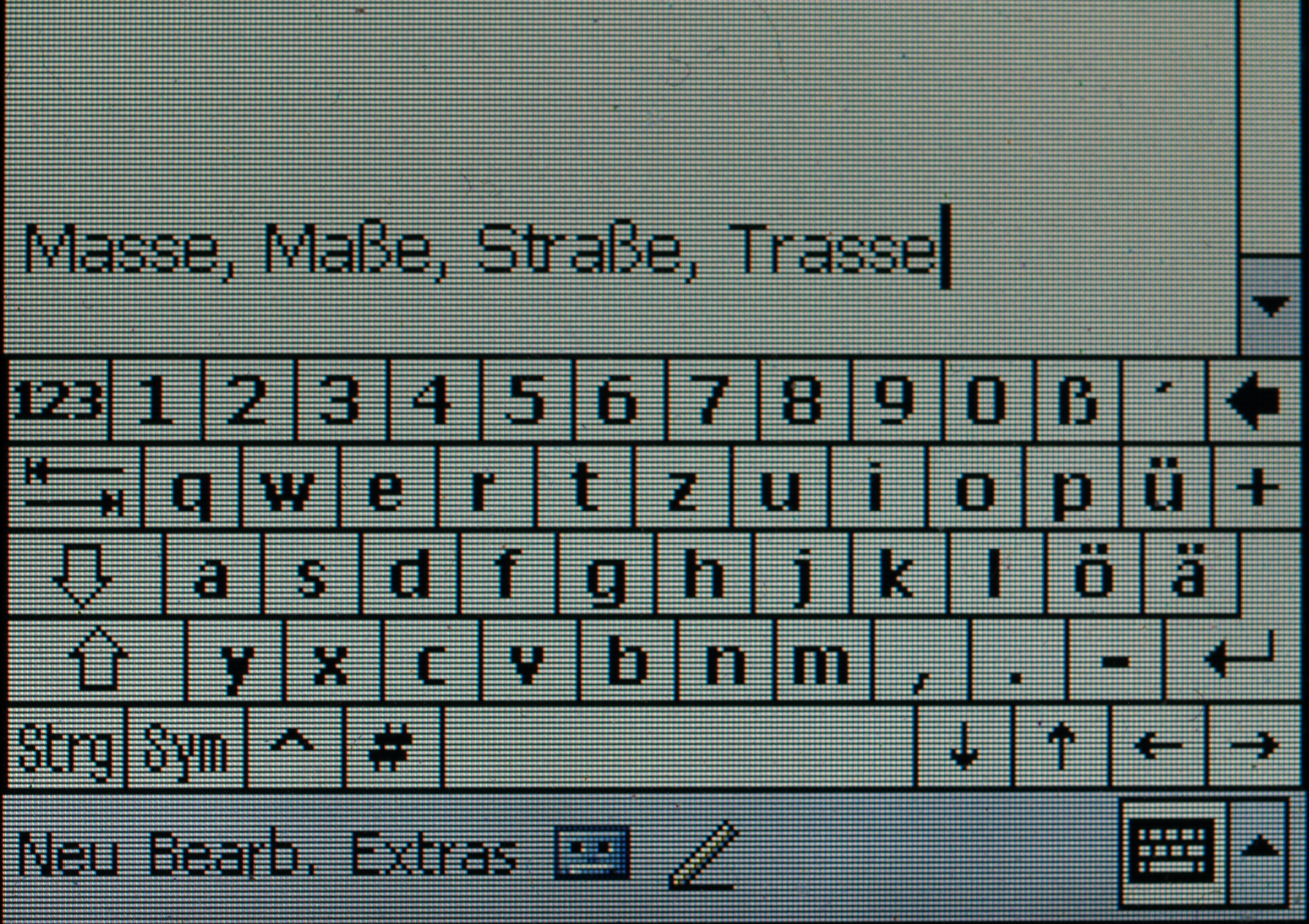
Un clavier virtuel sur un Pocket PC.

Un clavier virtuel (également appelé clavier visuel dans l'environnement Microsoft Windows) est un logiciel permettant à l'utilisateur de saisir des caractères. Il peut être utilisé avec plusieurs dispositifs de pointage, comme une souris, ou un écran tactile. Il se substitue au clavier physique.
Les claviers virtuels sont notamment employés pour rendre un système informatique accessible, ou pour taper du texte dans un alphabet autre que celui du clavier physique.

## Accessibilité aux personnes handicapées
Un clavier virtuel peut être utilisé afin de rendre accessible un ordinateur à des personnes en situation de handicap moteur. Certains claviers virtuels ont été créés spécifiquement pour cela et permettent d'utiliser un ordinateur dans sa totalité en ne faisant usage que d'un contacteur.

## Sécurité contre leskeylogger
Si un ordinateur est susceptible d’être espionné par un enregistreur de frappe, l’utilisation d’un clavier virtuel permet souvent de tromper cet espionnage.

## Clavier virtuel sur les différents systèmes d'exploitation

### Clavier virtuel Microsoft
Sous Windows, il existe un clavier virtuel (fichier OSK.exe).

### Clavier virtuel MAC OS X
Sur MAC OS X, le système de claviers virtuels s'appelle El Capitan : un menu graphique permet d'afficher les différents claviers virtuels.

### Clavier virtuel sous Linux
Sur les différents environnements de bureau pour Linux, il existe de nombreux logiciels de clavier virtuel. GNOME comme KDE disposent de plusieurs logiciels, par exemple Florence pour le premier et kvbd pour le second[réf. nécessaire].